# Światowa Rada Narodowych Kościołów Katolickich
Światowa Rada Narodowych Kościołów Katolickich (ang. World Council of National Catholic Churches) (WCNCC) – wspólnota konserwatywnych samodzielnych krajowych kościołów starokatolickich, uznających te same podstawy wiary i te same porządki ustrojowe i liturgiczne. Przewodniczącym Światowej Rady Narodowych Kościołów Katolickich jest abp dr Augustín Bačinský, zaś sekretarzem abp dr Leonardo Beg.

## Historia
Światowa Rada Narodowych Kościołów Katolickich powstała w wyniku rozłamu w roku 2003, w łonie Unii Utrechckiej Kościołów Starokatolickich na skutek wzmiankowanego sporu wokół ordynacji kobiet Kościół Starokatolicki na Słowacji i Polski Narodowy Kościół Katolicki opuściły Unię.
Grupki skupione w WCNCC wywodzą swą sukcesję apostolską od brazylijskiego biskupa Carlosa Dauarte Costa, który w 1945 r. opuścił brazylijski kościół rzymskokatolicki i utworzył własna wspólnotę. Jego następca Luis Fernando Castillo Mendez konsekrował w 1982 r. António José da Costa Raposo, który wyświęcił pozostałych biskupów WCNCC, a wśród nich, w dniu 8 lutego 2004 r. w Mafrze Augustín Bačinský i Ante Marian Nikolica. Linia sukcesji Duarte Costa jest rozpowszechniona w wielu większych i mniejszych grupkach na kilku kontynentach, jednakże dzisiaj ICAB (Kościół założony przez Duarte Costa) uznaje za ważne święcenia udzielone António José da Costa Raposo.
W dniach 1 – 4 czerwca 2007 r. Polski Narodowy Katolicki Kościół w RP zorganizował wraz ze Światową Radą Narodowych Kościołów Katolickich pierwszą wspólną konferencje w Warszawie. Konferencja rozpoczęła się od uroczystej mszy św. w kościele centralnym PNKK pw. Dobrego Pasterza, której przewodniczył arcybiskup António José da Costa Raposo – zwierzchnik Kościoła Starokatolickiego w Portugalii i przewodniczący Światowej Rady Narodowych Kościołów Katolickich. Po konferencji wydano oświadczenie, w którym czytamy:
„Kościoły narodowe wyrosłe z pnia starokatolicyzmu, z ubolewaniem przyjmują wieści o ordynacji kobiet w Kościołach Starokatolickich Unii Utrechckiej oraz o udzielaniu ślubów kościelnym parom homoseksualnym; Uważamy to za zaprzeczenie starokatolickiej tradycji kościoła(...). W sprawie przystąpienia PNKK w RP do Światowej Rady Katolickich Kościołów Narodowych: (...) jesteśmy otwarci na kontynuacje rozpoczętego dialogu. Dziś nie możemy podjąć żadnych konkretnych decyzji, ponieważ musimy poinformować wiernych o naszych rozmowach, a następnie Synod który jako jedyny, może w tej sprawie podjąć decyzje.”
W 2017 r., ze względu na różnice światopoglądowe pomiędzy António José da Costa Raposo a resztą biskupów WCNCC, arcybiskup zrezygnował z przewodniczenia Radzie. 17 września 2017 r. nowym Prymasem Rady został abp Augustín Bačinský. Po jego śmierci następcą został  abp dr Leonardo Beg.

## Założenia doktrynalne
Światowa Rada Narodowych Kościołów Katolickich pierwotnie buła formą federacji organizacji kościelnych, które wyznają katolickie prawdy wiary oparte na siedmiu pierwszych Soborach Chrześcijańskich. W swojej liturgii posługiwała się językiem narodowym, a w realizacji misji podkreślają w sposób charakterystyczny powiązanie z kulturą narodową. Członkowie WCNCC sprzeciwiali się kapłaństwu kobiet w kościele, czy udzielaniu błogosławieństw dla par homoseksualnych – ich zdaniem Światowa Rada Narodowych Kościołów Katolickich, stawała się więc alternatywą dla Unii Utrechckiej Kościołów Starokatolickich. Wierni zrzeszeni w kościołach WCNCC oddawali najwyższą cześć oddają Bogu, wyznając wiarę w realną obecność ciała i krwi pańskiej w Eucharystii, zaś komunia była udzielana pod dwiema postaciami: chleba i wina. Kościoły narodowokatolickie nie uznają nieomylności i władzy papieży.
Światowa Rada Narodowych Kościołów Katolickich prowadzi aktywny dialog z Kościołami ewangelickimi, biorąc udział w dialogu ekumenicznymi z jej przedstawicielami. 

## Organizacja
Głową WCNCC jest arcybiskup Kościoła Starokatolickiego na Słowacji, sekretariat zaś znajduje się w Chorwacji, a za jego prowadzenie odpowiedzialny jest abp Leonardo Beg. W sekretariacie wydzielone są następujące sekcje: liturgiczna, teologiczna, ekumeniczna, misyjna i kanoniczna. Najważniejszym ciałem Rady Kościołów jest Konferencja WCNCC. Członkami takie spotkania są zwierzchnicy wszystkich kościołów członkowskich – takie posiedzenie odbywa się przynajmniej raz w roku.

## Członkowie
| Kraj                 | Kościół                                                               | Zwierzchnik              |
| -------------------- | --------------------------------------------------------------------- | ------------------------ |
| Austria              | Wikariat Generalny Kościoła Starokatolickiego na Słowacji             | bp HansJorg Peters       |
| Chorwacja            | Kościół Starokatolicki w Chorwacji                                    | abp Leonardo Beg         |
| Serbia               | Prawosławno – Starokatolicki Generalny Wikariat św. Metodego w Serbii | ks. Borivoje Subotic     |
| Czechy               | Wikariat Generalny Kościoła Starokatolickiego na Słowacji             | abp Vlastimil Šulgan     |
| Kanada               | Kanadyjski Kościół Katolicki Bożego Ciała                             | bp Ante Marian Nikolic   |
| Słowacja             | Kościół Starokatolicki na Słowacji                                    | abp dr Augustín Bačinský |
| Słowenia             | Kościół Starokatolicki w Słowenii                                     | ks. Milan Škrobar        |
| Bośnia i Hercegowina | Kościół Starokatolicki w Bośni i Hercegowinie                         | ks. Jozo Kljajic         |
| Węgry                | Wspólnota Starokatolicka na Węgrzech                                  | abp dr Augustín Bačinský |
| Rosja                | Wspólnota Starokatolicka w Rosji                                      | abp Pawieł Biegicziew    |